# Peso e Vales do Rio
Peso e Vales do Rio (llamada oficialmente União das Freguesias de Peso e Vales do Rio) es una freguesia portuguesa del municipio de Covilhã, distrito de Castelo Branco.

## Historia
Fue creada el 28 de enero de 2013 en aplicación de una resolución de la Asamblea de la República de Portugal promulgada el 16 de enero de 2013 con la unión de las freguesias de Peso y Vales do Rio, pasando su sede a estar situada en la antigua freguesia de Peso.

## Demografía
| Gráfica de evolución demográfica de Peso e Vales do Rio entre 2011 y 2021 |
|                                                                           |
| Datos según el nomenclátor publicado por el INE portugués.                |